# Liste Lebender Nationalschätze Japans (Schaukünste)
Die Liste der Lebenden Nationalschätze Japans (jap. 人間国宝一覧, Ningen kokuhō ichiran) umfasst alle Personen und Gruppen, die in der Kategorie „Darstellende Künste“ oder auch „Schaukünste“ (芸能, geinō) vom MEXT als Lebender Nationalschatz deklariert wurden. Neben den traditionellen Schaukünsten können Personen auch noch in der Kategorie Kunsthandwerk zum Nationalschatz ernannt werden.
Die hier aufgeführten „Schaukünste“ sind nachfolgend in acht Unterkategorien unterteilt: Gagaku, Nō, Bunraku, Kabuki, Gruppentanz Kumi Odori, Traditionelle Japanische Musik, Traditioneller Japanischer Tanz, Vortrags- und Schauspielkunst (演劇, engeki).

## Ausgezeichnete Einzelpersonen

### Nō
| Name                                                                    | Geboren | Gestorben | Schaukunst | Unterkategorie          | Jahr der Ernennung |
| ----------------------------------------------------------------------- | ------- | --------- | ---------- | ----------------------- | ------------------ |
| Katayama Hirotarō (片山博太郎) alias Katayama Yūsetsu (片山幽雪)        | 1930    |           | Nō         | Shite (Hauptdarsteller) | 2001               |
| Mikawa Izumi (三川泉)                                                   | 1922    |           | Nō         | Shite (Hauptdarsteller) | 2003               |
| Tomoeda Akiyo (友枝昭世)                                                | 1940    |           | Nō         | Shite (Hauptdarsteller) | 2008               |
| Hōshō Kan (寳生閑) alias Hōshō Kan (宝生閑)                             | 1934    |           | Nō         | Waki (Nebendarsteller)  | 1994               |
| Sowa Hiroshi (曾和博朗)                                                 | 1925    |           | Nō         | Kotsuzumi               | 1998               |
| Kitamura Osamu (北村治)                                                 | 1936    |           | Nō         | Kotsuzumi               | 2003               |
| Yasufuku Tatsuo (安福建雄)                                              | 1938    |           | Nō         | Ōtsuzumi                | 1998               |
| Kamei Tadao (亀井忠雄)                                                  | 1941    |           | Nō         | Ōtsuzumi                | 2002               |
| Konbaru Soemon XXII. (二十二世金春惣右衛門)                             | 1924    |           | Nō         | Taiko                   | 1993               |
| Shigeyama Shime (茂山七五三) alias Shigeyama Sensaku IV. (四世茂山千作) | 1919    |           | Nō         | Kyōgen                  | 1989               |
| Nomura Tarō (野村太良) alias Nomura Man (野村萬)                        | 1930    |           | Nō         | Kyōgen                  | 1997               |
| Nomura Jirō (野村二朗) alias Nomura Mansaku II. (二世野村万作)          | 1931    |           | Nō         | Kyōgen                  | 2007               |
| Yamamoto Tōjirō (山本東次郎)                                            | 1937    |           | Nō         | Kyōgen                  | 2012               |
| Issō Hisayuki (一噌仙幸)                                                | 1940    |           | Nō         | Hayashi                 | 2009               |
| Kita Roppeita XIV. (14世喜多六平太)                                     | 1874    | 1971      | Nō         | Shite (Hauptdarsteller) | 1955               |
| Kondo Kenzō (近藤乾三)                                                  | 1890    | 1988      | Nō         | Shite (Hauptdarsteller) | 1966               |
| Sakurama Michio (桜間道雄)                                              | 1897    | 1983      | Nō         | Shite (Hauptdarsteller) | 1970               |
| Gotō Tokuzō (後藤得三)                                                  | 1897    | 1991      | Nō         | Shite (Hauptdarsteller) | 1970               |
| Teshima Yazaemon (豊嶋弥平)                                             | 1899    | 1978      | Nō         | Shite (Hauptdarsteller) | 1977               |
| Takahashi Susumu (高橋進)                                               | 1902    | 1984      | Nō         | Shite (Hauptdarsteller) | 1978               |
| Matsumoto Shigeo (松本惠雄)                                             | 1915    | 2003      | Nō         | Shite (Hauptdarsteller) | 1990               |
| Kanze Tetsunojō VIII. (八世観世銕之丞)                                  | 1931    | 2000      | Nō         | Shite (Hauptdarsteller) | 1995               |
| Awaya Kikuo (粟谷菊生)                                                  | 1922    | 2006      | Nō         | Shite (Hauptdarsteller) | 1996               |
| Mori Shigeyoshi (森茂好)                                                | 1916    | 1991      | Nō         | Waki (Nebendarsteller)  | 1961               |
| Matsumoto Kenzō (松本謙三)                                              | 1899    | 1980      | Nō         | Waki (Nebendarsteller)  | 1966               |
| Hōshō Yaichi (宝生弥一)                                                 | 1908    | 1985      | Nō         | Waki (Nebendarsteller)  | 1981               |
| Fujita Daigorō (藤田大五郎)                                             | 1915    | 2008      | Nō         | Fue (japanische Flöte)  | 1971               |
| Yoshimitsu Kō (幸祥光)                                                  | 1892    | 1977      | Nō         | Kotsuzumi               | 1955               |
| Kōnobu Yoshi (幸宣佳)                                                   | 1896    | 1977      | Nō         | Kotsuzumi               | 1974               |
| Usawa Hisashi (鵜沢寿)                                                  | 1908    | 1997      | Nō         | Kotsuzumi               | 1982               |
| Kawasaki Kyūen (川崎九淵)                                               | 1874    | 1961      | Nō         | Ōtsuzumi                | 1955               |
| Kamei Toshio (亀井俊雄)                                                 | 1896    | 1969      | Nō         | Ōtsuzumi                | 1968               |
| Yasufuku Haruo (安福春雄)                                               | 1907    | 1983      | Nō         | Ōtsuzumi                | 1970               |
| Seo Noritake (瀬尾乃武)                                                 | 1899    | 1997      | Nō         | Ōtsuzumi                | 1984               |
| Kakimoto Toyoji (柿本豊次)                                              | 1893    | 1989      | Nō         | Taiko                   | 1968               |
| Zenchiku Yagorō (善竹弥五郎)                                            | 1883    | 1965      | Nō         | Kyōgen                  | 1964               |
| Nomura Manzō VI. (六世野村万蔵)                                         | 1898    | 1978      | Nō         | Kyōgen                  | 1968               |
| Shigeyama Sensaku III. (三世茂山千作)                                   | 1896    | 1986      | Nō         | Kyōgen                  | 1976               |
| Miyake Tokurō IX. (九世三宅藤九郎)                                      | 1901    | 1990      | Nō         | Kyōgen                  | 1979               |

### Bunraku
| Name                                        | Geboren | Gestorben | Schaukunst | Unterkategorie | Jahr der Ernennung |
| ------------------------------------------- | ------- | --------- | ---------- | -------------- | ------------------ |
| Takemoto Sumitayū VII. (七世竹本住大夫)     | 1924    |           | Bunraku    | Tayū           | 1989               |
| Takemoto Tsunatayū IX. (九世竹本綱大夫)     | 1932    |           | Bunraku    | Tayū           | 2007               |
| Tsuruzawa Kanji VII. (七世鶴沢寛治)         | 1928    |           | Bunraku    | Shamisen       | 1997               |
| Tsuruzawa Seiji (鶴沢清治)                  | 1945    |           | Bunraku    | Shamisen       | 2007               |
| Yoshida Bunjaku (吉田文雀)                  | 1928    |           | Bunraku    | Puppenspieler  | 1994               |
| Yoshida Minosuke III. (三世吉田簑助)        | 1933    |           | Bunraku    | Puppenspieler  | 1994               |
| Takemoto Sumitayū VI. (六世竹本住大夫)      | 1886    | 1959      | Bunraku    | Tayū           | 1955               |
| Toyotake Yamashironoshōjō (豊竹山城少掾)    | 1878    | 1967      | Bunraku    | Tayū           | 1955               |
| Takemoto Tsunatayū VIII. (八世竹本綱大夫)   | 1904    | 1969      | Bunraku    | Tayū           | 1955               |
| Toyotake Wakatayū X. (十世豊竹若大夫)       | 1888    | 1967      | Bunraku    | Tayū           | 1962               |
| Takemoto Koshijidayū IV. (四世竹本越路大夫) | 1913    | 2002      | Bunraku    | Tayū           | 1971               |
| Takemoto Tsudayū IV. (四世竹本津大夫)       | 1916    | 1987      | Bunraku    | Tayū           | 1973               |
| Tsuruzawa Seiroku IV. (四世鶴沢清六)        | 1889    | 1960      | Bunraku    | Shamisen       | 1955               |
| Tsuruzawa Kanji VI. (六世鶴沢寛治)          | 1887    | 1974      | Bunraku    | Shamisen       | 1962               |
| Nozawa Matsunosuke (野沢松之輔)             | 1902    | 1975      | Bunraku    | Shamisen       | 1972               |
| Nozawa Kizaemon (二世野沢喜左衛門)          | 1891    | 1976      | Bunraku    | Shamisen       | 1962               |
| Takezawa Yashichi X. (十世竹沢弥七)         | 1910    | 1976      | Bunraku    | Shamisen       | 1972               |
| Tsuruzawa Enza V. (五世鶴沢燕三)            | 1914    | 2001      | Bunraku    | Shamisen       | 1985               |
| Nozawa Kinshi IV. (四世野沢錦糸)            | 1917    | 1988      | Bunraku    | Shamisen       | 1988               |
| Kiritake Monjūrō II. (二世桐竹紋十郎)       | 1900    | 1970      | Bunraku    | Puppenspieler  | 1965               |
| Yoshida Tamao                               | 1919    | 2006      | Bunraku    | Puppenspieler  | 1977               |
| Kiritake Kanjūro II. (二世桐竹勘十郎)       | 1920    | 1986      | Bunraku    | Puppenspieler  | 1982               |

### Kabuki
| Name                                          | Geboren | Gestorben | Schaukunst | Unterkategorie         | Jahr der Ernennung |
| --------------------------------------------- | ------- | --------- | ---------- | ---------------------- | ------------------ |
| Nakamura Kichiemon II. (二代目中村吉右衛門)   | 1944    |           | Kabuki     | Tachiyaku              | 2011               |
| Onoe Kikugorō VII. (七代目尾上菊五郎)         | 1942    |           | Kabuki     | Tachiyaku              | 2003               |
| Sawamura Tanosuke VI. (六代目沢村田之助)      | 1932    |           | Kabuki     | Wakiyaku               | 2002               |
| Tobaya Richō (七代目鳥羽屋里長)               | 1936    |           | Kabuki     | Nagauta                | 2002               |
| Kineya Mitarō (杵屋巳太郎)                    | 1937    |           | Kabuki     | Nagauta                | 2007               |
| Tamasaburō Bandō V.                           | 1950    |           | Kabuki     | Onnagata               | 2012               |
| Ichikawa Sadanji III. (三代目市川左団次)      | 1898    | 1969      | Kabuki     | Tachiyaku              | 1964               |
| Ichikawa Jūkai III. (三代目市川寿海)          | 1886    | 1971      | Kabuki     | Tachiyaku              | 1960               |
| Bandō Mitsugorō VIII. (八代目坂東三津五郎)    | 1906    | 1975      | Kabuki     | Tachiyaku              | 1973               |
| Matsumoto Hakuō (初代松本白鸚)                | 1910    | 1982      | Kabuki     | Tachiyaku              | 1975               |
| Nakamura Ganjirō II. (二代目中村鴈治郎)       | 1902    | 1983      | Kabuki     | Tachiyaku              | 1967               |
| Nakamura Kanzaburō XVII. (十七代目中村勘三郎) | 1909    | 1988      | Kabuki     | Tachiyaku              | 1975               |
| Onoe Shōroku II. (二代目尾上松緑)             | 1913    | 1989      | Kabuki     | Tachiyaku              | 1972               |
| Kataoka Nizaemon XIII. (十三代目片岡仁左衛門) | 1903    | 1994      | Kabuki     | Tachiyaku              | 1972               |
| Ichimura Uzaemon XVII. (十七代目市村羽左衛門) | 1916    | 2001      | Kabuki     | Tachiyaku              | 1990               |
| Tomijūrō Nakamura V. (五代目中村富十郎)       | 1929    | 2011      | Kabuki     | Tachiyaku              | 1994               |
| Onoe Baikō VII. (七代目尾上梅幸)              | 1915    | 1995      | Kabuki     | Onnagata               | 1968               |
| Nakamura Utaemon VI. (六代目中村歌右衛門)     | 1917    | 2001      | Kabuki     | Onnagata               | 1968               |
| Nakamura Jakuemon IV. (四代目中村雀右衛門)    | 1920    | 2012      | Kabuki     | Onnagata               | 1991               |
| Onoe Taganojō III. (三代目尾上多賀之丞)       | 1887    | 1978      | Kabuki     | Fukeonnayaku           | 1968               |
| Ichikawa Dannosuke VI. (六代目市川団之助)     | 1876    | 1963      | Kabuki     | Waki (Nebendarsteller) | 1960               |
| Nakamura Matagorō II. (二代目中村又五郎)      | 1914    | 2009      | Kabuki     | Waki (Nebendarsteller) | 1997               |
| Takemoto Hinatayū V. (五代目竹本雛太夫)       | 1898    | 1980      | Kabuki     | Takemoto               | 1978               |
| Kineya Eizaemon (杵屋栄左衛門)                | 1894    | 1982      | Kabuki     | Nagauta                | 1978               |
| Yoshimura Gorōji II. (二代目芳村五郎治)       | 1901    | 1993      | Kabuki     | Nagauta                | 1981               |
| Matsushima Jusaburō V. (五代目松島寿三郎)     | 1920    | 2007      | Kabuki     | Nagauta                | 1998               |
| Denzaemon Tanaka XI. (十一代目田中伝左衛門)   | 1907    | 1997      | Kabuki     | Hayashi                | 1978               |
| Mochizuki Bokusei IV. (四代目望月朴清)        | 1934    | 2007      | Kabuki     | Hayashi                | 1998               |
| Nakamura Shikan VII. (七代目中村芝翫)         | 1928    | 2011      | Kabuki     | Onnagata               | 1996               |

### Kumi Odori
| Name                             | Geboren | Gestorben | Schaukunst | Unterkategorie | Jahr der Ernennung |
| -------------------------------- | ------- | --------- | ---------- | -------------- | ------------------ |
| Miyagi Nōhō (宮城能鳳)           | 1938    |           | Kumi Odori | Tachikata      | 2006               |
| Shiroma Tokutarō (城間徳太郎)    | 1933    |           | Kumi Odori | Uta Sanshin    | 2005               |
| Nishie Kishun (西江喜春)         | 1940    |           | Kumi Odori | Uta Sanshin    | 2011               |
| Shimabukuro Mitsufumi (島袋光史) | 1920    | 2006      | Kumi Odori | Taiko          | 2003               |

### Traditionelle Musik
| Name                                          | Geboren | Gestorben | Schaukunst                     | Unterkategorie | Jahr der Ernennung |
| --------------------------------------------- | ------- | --------- | ------------------------------ | -------------- | ------------------ |
| Aoki Reibo (青木鈴慕)                         | 1935    |           | Traditionelle Japanische Musik | Shakuhachi     | 1999               |
| Yamamoto Hōzan II. (二代目山本邦山)           | 1937    |           | Traditionelle Japanische Musik | Shakuhachi     | 2002               |
| Yamase Shōin (山勢松韻)                       | 1932    |           | Traditionelle Japanische Musik | Koto           | 2001               |
| Yonekawa Fumiko II. (二代目米川文子)          | 1926    |           | Traditionelle Japanische Musik | Koto           | 2008               |
| Kineya Kisaburō XV. (十五代目杵屋喜三郎)      | 1923    |           | Traditionelle Japanische Musik | Nagauta        | 1997               |
| Miyada Tetsuo (宮田哲男)                      | 1934    |           | Traditionelle Japanische Musik | Nagauta        | 1998               |
| Kineya Gozaburō III. (三代目杵屋五三郎)       | 1918    |           | Traditionelle Japanische Musik | Nagauta        | 1989               |
| Imafuji Masatarō (今藤政太郎)                 | 1935    |           | Traditionelle Japanische Musik | Nagauta        | 2013               |
| Katada Kisaku III. (三代目堅田喜三久)         | 1935    |           | Traditionelle Japanische Musik | Nagauta        | 1999               |
| Takemoto Komanosuke (竹本駒之助)              | 1935    |           | Traditionelle Japanische Musik | Gidayūbushi    | 1989               |
| Tsuruzawa Tomoji (鶴沢友路)                   | 1913    |           | Traditionelle Japanische Musik | Gidayūbushi    | 1998               |
| Uji Shibun VII. (七代目宇治紫文)              | 1933    |           | Traditionelle Japanische Musik | Itchūbushi     | 1999               |
| Uji Bunchō (宇治文蝶)                         | 1935    |           | Traditionelle Japanische Musik | Itchūbushi     | 2001               |
| Yamabiko Setsuko (山彦節子)                   | 1920    |           | Traditionelle Japanische Musik | Katōbushi      | 1994               |
| Yamabiko Senko (山彦千子)                     | 1946    |           | Traditionelle Japanische Musik | Katōbushi      | 2009               |
| Miyazono Senroku II. (二代目宮園千碌)         | 1944    |           | Traditionelle Japanische Musik | Miyazonobushi  | 2007               |
| Tsuruga Wakasanojō III. (三代目鶴賀若狭掾)    | 1938    |           | Traditionelle Japanische Musik | Shinnaibushi   | 2001               |
| Shinnai Nakasaburō (新内仲三郎)               | 1940    |           | Traditionelle Japanische Musik | Shinnaibushi   | 2001               |
| Tokiwazu Ichihadayū (常磐津一巴太夫)          | 1930    | 2014      | Traditionelle Japanische Musik | Tokiwazubushi  | 1995               |
| Tokiwazu Eiju (常磐津英寿)                    | 1929    |           | Traditionelle Japanische Musik | Tokiwazubushi  | 1992               |
| Kiyomoto Eijudayū (清元清寿太夫)              | 1935    |           | Traditionelle Japanische Musik | Kiyomotobushi  | 2003               |
| Kiyamoto Eizō (清元栄三)                      | 1936    |           | Traditionelle Japanische Musik | Kiyomotobushi  | 2003               |
| Kiyomoto Umekichi (清元梅吉)                  | 1932    |           | Traditionelle Japanische Musik | Kiyomotobushi  | 2013               |
| Shimabukuro Masao (島袋正雄)                  | 1922    |           | Traditionelle Japanische Musik | Ryūkyū-Musik   | 2000               |
| Terukina Chōichi (照喜名朝一)                 | 1932    |           | Traditionelle Japanische Musik | Ryūkyū-Musik   | 2000               |
| Tomiyama Seikin II. (二代目富山清琴)          | 1950    |           | Traditionelle Japanische Musik | Jiuta          | 2009               |
| Yamazaki Kyokusui (山崎旭萃)                  | 1906    | 2006      | Traditionelle Japanische Musik | Biwa           | 1995               |
| Nōtomi Judō (納富寿童)                        | 1895    | 1976      | Traditionelle Japanische Musik | Shakuhachi     | 1967               |
| Shimabara Hanzan (島原帆山)                   | 1901    | 2001      | Traditionelle Japanische Musik | Shakuhachi     | 1977               |
| Yamaguchi Gorō (山口五郎)                     | 1933    | 1999      | Traditionelle Japanische Musik | Shakuhachi     | 1992               |
| Koshino Eishō (越野栄松)                      | 1887    | 1965      | Traditionelle Japanische Musik | Koto           | 1956               |
| Nakanoshima Kin’ichi                          | 1904    | 1984      | Traditionelle Japanische Musik | Koto           | 1966               |
| Miyagi Kiyoko (宮城喜代子)                    | 1905    | 1991      | Traditionelle Japanische Musik | Koto           | 1983               |
| Yonekawa Fumiko (米川文子)                    | 1894    | 1995      | Traditionelle Japanische Musik | Koto           | 1966               |
| Uehara Masaki (上原真佐喜)                    | 1903    | 1996      | Traditionelle Japanische Musik | Koto           | 1970               |
| Yonekawa Toshiko (米川敏子)                   | 1913    | 2005      | Traditionelle Japanische Musik | Koto           | 1996               |
| Nakada Hiroyuki (中田博之)                    | 1912    | 2000      | Traditionelle Japanische Musik | Koto           | 1990               |
| Tomizaki Shūnshō (富崎春昇)                   | 1880    | 1958      | Traditionelle Japanische Musik | Jiuta          | 1955               |
| Tomiyama Seikin (富山清翁)                    | 1913    | 2008      | Traditionelle Japanische Musik | Jiuta          | 1969               |
| Kikuhara Hatsuko (菊原初子)                   | 1899    | 2001      | Traditionelle Japanische Musik | Jiuta          | 1979               |
| Fujii Kunie (藤井久仁江)                      | 1930    | 2006      | Traditionelle Japanische Musik | Jiuta          | 2002               |
| Yoshizumi Jikyō (吉住慈恭)                    | 1876    | 1972      | Traditionelle Japanische Musik | Nagauta        | 1956               |
| Yoshimura Ijyūrō VII. (七代目芳村伊十郎)      | 1901    | 1973      | Traditionelle Japanische Musik | Nagauta        | 1956               |
| Kineya Rokuzaemon XIV. (十四代目杵屋六左衛門) | 1900    | 1981      | Traditionelle Japanische Musik | Nagauta        | 1974               |
| Hiyoshi Kosahara (日吉小三八)                 | 1907    | 1995      | Traditionelle Japanische Musik | Nagauta        | 1974               |
| Kineya Satoyo (杵屋佐登代)                    | 1911    | 1997      | Traditionelle Japanische Musik | Nagauta        | 1987               |
| Shōtarō Yamada (山田抄太郎)                   | 1899    | 1970      | Traditionelle Japanische Musik | Nagauta        | 1955               |
| Kineya Eiji (杵屋栄二)                        | 1894    | 1979      | Traditionelle Japanische Musik | Nagauta        | 1964               |
| Imabushi ChōJūrō III. (三代目今藤長十郎)      | 1915    | 1984      | Traditionelle Japanische Musik | Nagauta        | 1984               |
| Imabushi Ayako (今藤綾子)                     | 1906    | 2003      | Traditionelle Japanische Musik | Nagauta        | 1987               |
| Takara Sanzaemon IV. (四代目宝山左衛門)       | 1922    | 2010      | Traditionelle Japanische Musik | Nagauta        | 1993               |
| Takemoto Tosahiro (竹本土佐広)                | 1897    | 1992      | Traditionelle Japanische Musik | Gidayūbushi    | 1982               |
| Miyako Ichihiro (二代目都一広)                | 1879    | 1970      | Traditionelle Japanische Musik | Itchūbushi     | 1956               |
| Miyako Iki (都一いき)                         | 1926    | 1997      | Traditionelle Japanische Musik | Itchūbushi     | 1996               |
| Miyakodayū Icchū XI. (十一代目都太夫一中)     | 1906    | 1991      | Traditionelle Japanische Musik | Itchūbushi     | 1984               |
| Miyazono Senshi IV. (四代目宮薗千之)          | 1891    | 1977      | Traditionelle Japanische Musik | Miyazonobushi  | 1960               |
| Miyazono Senju IV. (四代目宮薗千寿)           | 1899    | 1985      | Traditionelle Japanische Musik | Miyazonobushi  | 1972               |
| Miyazono Sennami (宮薗千波)                   | 1919    | 2002      | Traditionelle Japanische Musik | Miyazonobushi  | 1998               |
| Tokiwazu Mojiō (常磐津文字翁)                 | 1888    | 1960      | Traditionelle Japanische Musik | Tokiwazubushi  | 1955               |
| Tokiwazu Kikusaburō (常磐津菊三郎)            | 1897    | 1976      | Traditionelle Japanische Musik | Tokiwazubushi  | 1966               |
| Kiyomoto Shizutayū (清元志寿太夫)             | 1898    | 1999      | Traditionelle Japanische Musik | Kiyomotobushi  | 1956               |
| Kiyomoto Eijurō (清元栄寿郎)                  | 1904    | 1963      | Traditionelle Japanische Musik | Kiyomotobushi  | 1955               |
| Kiyomoto Juhee II. (二代目清元寿兵衛)         | 1889    | 1966      | Traditionelle Japanische Musik | Kiyomotobushi  | 1956               |
| Kiyomoto Eisaburō (清元栄三郎)                | 1927    | 2002      | Traditionelle Japanische Musik | Kiyomotobushi  | 1996               |

### Traditioneller Tanz
| Name                                     | Geboren | Gestorben | Schaukunst                      | Unterkategorie | Jahr der Ernennung |
| ---------------------------------------- | ------- | --------- | ------------------------------- | -------------- | ------------------ |
| Nishikawa Senzō X. (西川扇藏(10代))      | 1928    |           | Traditioneller Japanischer Tanz | Kabuki-mai     | 1999               |
| Hanayagi Toshinami (花柳寿南海)          | 1924    |           | Traditioneller Japanischer Tanz | Kabuki-mai     | 2004               |
| Bandō Mitsugorō VII. (坂東三津五郎(7代)) | 1882    | 1961      | Traditioneller Japanischer Tanz | Kabuki-mai     | 1955               |
| Hanayagi Shusuke II. (花柳寿輔(2代))     | 1893    | 1970      | Traditioneller Japanischer Tanz | Kabuki-mai     | 1960               |
| Fujima Kanso II. (藤間勘祖(2代))         | 1900    | 1990      | Traditioneller Japanischer Tanz | Kabuki-mai     | 1960               |
| Fujima Fujiko (藤間藤子)                 | 1907    | 1998      | Traditioneller Japanischer Tanz | Kabuki-mai     | 1985               |
| Hanayagi Juraku II. (花柳壽楽(2代))      | 1918    | 2007      | Traditioneller Japanischer Tanz | Kabuki-mai     | 2002               |
| Yamamura Taka (山村たか)                 | 1896    | 1981      | Traditioneller Japanischer Tanz | Kabuki-mai     | 1978               |
| Yoshimura Yūki (吉村雄輝)                | 1923    | 1998      | Traditioneller Japanischer Tanz | Kamigata-mai   | 1986               |
| Inoue Yachiyo IV. (井上八千代(4代))      | 1905    | 2004      | Traditioneller Japanischer Tanz | Kyo-mai        | 1955               |

### Vortragskunst
| Name                                    | Geboren | Gestorben | Schaukunst    | Unterkategorie  | Jahr der Ernennung |
| --------------------------------------- | ------- | --------- | ------------- | --------------- | ------------------ |
| Katsura Beichō III. (桂米朝(3代))       | 1925    |           | Vortragskunst | Rakugo          | 1996               |
| Ichiryūsai Teisui VI. (一竜斎貞水(6代)) | 1939    |           | Vortragskunst | Kōdan           | 2002               |
| Yanagiya Kosan V. (柳家小さん(5代))     | 1915    | 2002      | Vortragskunst | Rakugo          | 1995               |
| Kitamura Rokurō (喜多村緑郎)            | 1871    | 1961      | Vortragskunst | Shinpa Onnagata | 1955               |
| Hanayagi Shōtarō (花柳章太郎)           | 1894    | 1965      | Vortragskunst | Shinpa Onnagata | 1960               |

## Ausgezeichnete Gruppen
| Name | Schaukunst                      | Unterkategorie | Jahr der Ernennung |
| --- | ------------------------------- | -------------- | ------------------ |
| Abteilung Musik des Kaiserlichen Hofamtes (宮内庁式部職楽部, Kunaichō Shikibushoku Gakubu)               | Gagaku                          |                | 1955               |
| Japanische Nō Gesellschaft (日本能楽会, Nihon Nōgaku-kai)                                                | Nō                              |                | 1957               |
| Bunrakuza (人形浄瑠璃文楽座, Ningyō Jōruri Bunrakuza)                                                    | Bunraku                         |                | 1955               |
| Gesellschaft für den Erhalt des Traditionellen Kabuki (伝統歌舞伎保存会 Dentō Kabuki Hozonkai)           | Kabuki                          |                | 1965               |
| Gesellschaft für den Erhalt des Traditionellen Kumi Odori (伝統組踊保存会, Dentō Kumi Odori Hozonkai)    | Traditioneller Japanischer Tanz | Kumi Odori     | 1972               |
| Gesellschaft für den Erhalt traditioneller Tänze der Ryūkyū-Inseln (琉球舞踊保存会, Ryūkyūbuyō Hozonkai) | Traditioneller Japanischer Tanz | Nihon Buyō     | 2009               |
| Gesellschaft für den Erhalt des Rezitationsgesangs (Gidayū) (義太夫節保存会, Gidayūbushi Hozonkai)       | Traditionelle Japanische Musik  | Gidayūbushi    | 1980               |
| Gesellschaft für den Erhalt des Tokiwazubushi (常磐津節保存会, Tokiwazubushi Hozonkai)                   | Traditionelle Japanische Musik  | Tokiwazubushi  | 1981               |
| Gesellschaft für den Erhalt des Itchūbushi (一中節保存会, Itchūbushi Hozonkai)                           | Traditionelle Japanische Musik  | Itchūbushi     | 1993               |
| Gesellschaft für den Erhalt des Katōbushi (河東節保存会, Katōbushi Hozonkai)                             | Traditionelle Japanische Musik  | Katōbushi      | 1993               |
| Gesellschaft für den Erhalt des Miyazonobushi (宮薗節保存会, Miyazonobushi Hozonkai)                     | Traditionelle Japanische Musik  | Miyazonobushi  | 1993               |
| Gesellschaft für den Erhalt des Ogiebushi (荻江節保存会, Ogiebushi Hozonkai)                             | Traditionelle Japanische Musik  | Ogiebushi      | 1993               |